# Thottea macrophylla
Thottea macrophylla är en piprankeväxtart som beskrevs av Odoardo Beccari. Thottea macrophylla ingår i släktet Thottea och familjen piprankeväxter. Inga underarter finns listade i Catalogue of Life.